# 物上保証人
物上保証人（ぶつじょうほしょうにん）とは、自己の財産をもって他人の債務の担保に供した者をいう。
たとえば、債務者AがB銀行から3千万円を借りる際にCが自己所有の不動産甲にBのAに対する債権を被担保債権とする抵当権を設定した場合、このCが物上保証人に相当する。もとより抵当権のみならず、他人の債務を担保するために約定担保物権を設定した者、すべてを含む。質権のほか、譲渡担保などの非典型担保を設定した者も含む。
- 民法は、以下で条数のみ記載する。

## 物上保証人に弁済の義務はない
物上保証人は、自己の財産の上に担保物権を設定したにすぎず、債務を負担したわけではないから被担保債権を弁済する義務はない。すなわち物上保証人は責任のみを負担し、債務を負担しない。

## 物上保証人の権利
- 代位権
  - 法定代位（500条）
  - 弁済による代位の効果（501条）
- 求償権
  - 物上保証人の求償権（351条）
  - 留置権等の規定の準用（372条）